# 趙增壽
趙增壽（？—？），字峺公。漢成帝時任廬江太守。鴻嘉元年（前20年）升遷左馮翊。鴻嘉二年（前19年）為廷尉，永始三年（前14年）為常山都尉。

## 參看
- 廬江郡